# Austroencyrtoidea leichhardti
Austroencyrtoidea leichhardti är en stekelart som beskrevs av Girault 1922. Austroencyrtoidea leichhardti ingår i släktet Austroencyrtoidea och familjen sköldlussteklar. Inga underarter finns listade.